# Tovarnianska Polianka
Tovarnianska Polianka (in ungherese Tavarnamező) è un comune della Slovacchia facente parte del distretto di Vranov nad Topľou, nella regione di Prešov.